# Athletic Club Merlan
Dernière mise à jour : 28 septembre 2009.
L'AC Merlan est un club togolais de football basé à Lomé.

## Palmarès
- Championnat du Togo de football D3 : 2000

## Anciens joueurs
- Arafat Djako
- Affo Erassa
- Moustapha Salifou